# Железный, Роман Андреевич
Роман Андреевич Железный (бел. Раман Андрэевіч Жалезны; род. 20 декабря 2004, Ганцевичи, Брестская область) — белорусский футболист, полузащитник жодинского «Торпедо-БелАЗ».

## Карьера
Футболом начал заниматься в Ганцевичах (первый тренер Владимир Соколов). Воспитанник футбольной академии  брестского «Динамо». В июле 2021 года футболист перешёл в структуру брестского «Руха», где стал выступать за дублирующий состав. В начале 2022 года футболист покинул брестский клуб. В октябре 2022 года футболист присоединился к жодинскому «Торпедо-БелАЗ», где продолжил выступать за дублирующий состав. В июне 2023 года футболист стал подтягиваться к матчам с основной командой клуба. Дебютировал за клуб футболист 11 июня 2023 года в матче против «Гомеля», выйдя на замену на 88 минуте. Дебютным забитым голом за клуб футболист отличился 23 июня 2023 года в матче против «Энергетика-БГУ». На протяжении сезона футболист продолжал выступать за дублирующий состав, за основную команду успев отличиться забитым голом и результативной передачей во всех турнирах. По итогу сезона футболист вместе с клубом стал бронзовым призёром чемпионата.
В начале 2024 года футболист отправился в распоряжение «Торпедо-БелАЗ-2» после расформирование первенства дублёров. Первый матч за клуб футболист сыграл 6 апреля 2024 года против «Орши», выйдя на поле в стартовом составе. В апреле 2024 года футболист также подтягивался к матчам с основной командой клуба. Первым в сезоне забитым голом за клуб футболист отличился 19 апреля 2024 года в матче против клуба АБФФ U-17.